# Олссон, Роберт
Карл Роберт Олссон (швед. Carl Robert Olsson; 14 марта 1883, Гётеборг — 21 июля 1954, Бурос, Эльвсборг) — шведский легкоатлет, выступавший в беге на короткие дистанции, метании молота и веса, толкании ядра. Участник летних Олимпийских игр 1908, 1912 и 1920 годов.

## Биография
Роберт Олссон родился 14 марта 1883 года в шведском городе Гётеборг.
Выступал в легкоатлетических соревнованиях за гётеборгский «Эргрюте». Пять раз становился чемпионом Швеции — по разу в эстафете 4х100 метров (1904) и метании веса (1917), трижды — в метании молота (1915—1917). Кроме того, на его счету ещё 2 серебряных и 7 бронзовых наград.
В 1908 году вошёл в состав сборной Швеции на летних Олимпийских играх в Лондоне. В метании молота не попал в число девяти финалистов.
В 1912 году вошёл в состав сборной Швеции на летних Олимпийских играх в Стокгольме. В метании молота занял 4-е место, показав результат 46,50 метра и уступив 8,24 метра завоевавшему золото Мэтту Макграту из США. Также был заявлен в толкании ядра одной и двумя руками, но не вышел на старт. Был знаменосцем сборной Швеции на церемонии открытия Олимпиады.
В 1920 году вошёл в состав сборной Швеции на летних Олимпийских играх в Антверпене. В метании молота занял в квалификации 11-е место, показав результат 41,760 метра и уступив 0,695 метра худшему из попавших в финал Нильсу Линде из Швеции. В метании 56-фунтового веса занял в квалификации последнее, 13-е место, показав результат 8,555 метра и уступив 0,820 метра худшему из попавших в финал Йохану Петтерссону из Финляндии.
Умер 21 июля 1954 года в шведском городе Бурос.

## Личный рекорд
- Метание молота — 49,08 (1915)[1]